# Styrstav
Styrstavar i ett kärnkraftverk används till att reglera effekten samt att säkert stänga av kärnreaktorn. Styrstavarna är nödvändiga beståndsdelar i en reaktor. Utan dessa skulle kärnenergi inte kunna användas så som det sker idag. Styrstavarna har förmågan att fånga upp ett överskott av neutroner under Kärnklyvningen så att kedjereaktionen i reaktorn inte sker för snabbt.

## Funktion

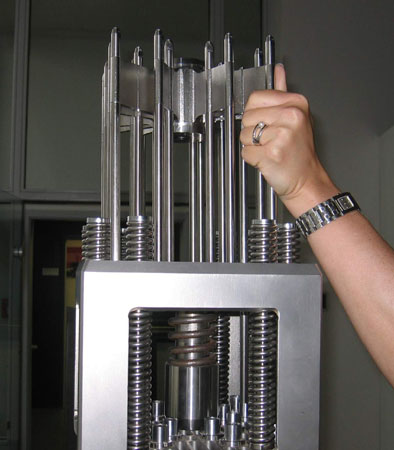
Modell föreställande styrstavar för en tryckvattenreaktor

När en styrstav befinner sig i reaktorhärden, absorberar den en del av neutronerna, som har satts fria under fissionen, så att de inte kan förorsaka ytterligare kärnklyvningar. På så sätt förhindras en okontrollerad kedjereaktion i reaktorn. Förutom med andra medel kan kärnreaktorns effekt också regleras genom att styrstavarna förs mer eller mindre djupt ned i reaktors inre. Ju djupare styrstavarna är nedsänkta, desto fler neutroner absorberas, varmed reaktorns effekt minskas. Genom att föra ned styrstavarna till fullo kan kedjereaktionen fullständigt förhindras och reaktorn avstängas. I vanliga fall finns alltid en del av styrstavarna utanför reaktorhärden, så att reaktorn i nödfall kan avstängas säkert.

## Uppbyggnad
Styrstavarna innehåller material som absorberar neutroner. Exempel på kraftiga neutronabsorbatorer är ämnen som bor, kadmium, hafnium och gadolinium.  I dag används framförallt borkarbid (B4C) i kokvattenreaktorer och en legering av silver, indium och kadmium (AgInCd) i tryckvattenreaktorer.
Det neutronabsorberande materialet bränns ut efterhand genom absorptionen av neutronerna. Dessutom bildas under absorptionen,bland andra, gasen helium innanför stålhöljet; dessa gaser kan förorsaka ett högt tryck innanför höljet. Därför är styrstavarnas livstid begränsad och de måste bytas efter 6 - 10 år. 